# Adam Ciechoński
Adam Ciechoński (ur. 12 grudnia?/24 grudnia 1894 w Kijowie, zm. 5 grudnia 1965 w Popowie – obecnie znajduje się na tym miejscu zbiornik wodny Jeziorsko) – podoficer Wojska Polskiego w II Rzeczypospolitej, kawaler Orderu Virtuti Militari.

## Życiorys
Adam Ciechoński (Ciechański) urodził się w rodzinie Jerzego i Marii z Różańskich.  Absolwent gimnazjum i szkoły ogrodniczej w Warszawie. W grudniu 1918 wstąpił do odrodzonego Wojska Polskiego. W okresie wojny polsko-ukraińskiej walczył o Lwów i Małopolskę Wschodnią. W 1920 w szeregach 12 pułku Ulanów Podolskich wziął udział w rewindykacji Pomorza, a później wyruszył na „wyprawę kijowską”. Na froncie awansował na stopień plutonowego. W czasie wojny polsko bolszewickiej na czele kilku żołnierzy zdecydowanym, samodzielnym atakiem przyczynił się do opanowania stacji kolejowej Korosteń.  Za bohaterstwo w walce odznaczony został Krzyżem Srebrnym Orderu Virtuti Militari i awansował na stopień sierżanta.
Po wojnie zdemobilizowany. Pracował w wyuczonym zawodzie jako ogrodnik.
Od 1925 mieszkał i pracował w Popowie. Był nauczycielem zawodu w miejscowej szkole rolniczej. 
W 1939 wysiedlony wraz z rodziną do Bieńkowic.
Po wyzwoleniu spod okupacji niemieckiej wrócił do Popowa i objął stanowisko dyrektora szkoły. Od 1949 na rencie. Zmarł w Popowie, pochowany na cmentarzu w Warcie.
Był żonaty z Zofią ze Sienkiewiczów, synowie: Wiesław i Mieczysław.

## Ordery i odznaczenia
- Krzyż Srebrny Orderu Wojskowego Virtuti Militari nr 3614 (1921)[3]
- odznaka „Orlęta”[1]